# ياسوتاكا ناغاي
ياسوتاكا ناغاي (باليابانية: 永井泰宇) (10 مارس 1941، شانغهاي في الصين)؛ مانغاكا وروائي صيني-ياباني.

## روابط خارجية
- ياسوتاكا ناغاي على موقع IMDb (الإنجليزية)
- ياسوتاكا ناغاي على موقع ميوزك برينز (الإنجليزية)